# سودای من
سودای من یا (به انگلیسی: Phantasm)، نام دوازدهمین آلبوم رسمی محسن نامجو به آهنگسازی احسان مطوری، سنتور نواز و آهنگساز ساکن آمریکا، که در ماه آوریل ۲۰۱۹ میلادی در شهر سانفرانسیسکو  منتشر شد.

## دربارهٔ آلبوم
«شراب چشمان» اولین اثر  از آلبوم «سودای من» در تاریخ ۳۰ آذر ۱۳۹۸ منتشر  شد. این اثر با شعری از  فریدون مشیری، آواز محسن نامجو و آهنگسازی احسان مطوری و کارگردانی ویدیویی علیرضا لطیفیان و از شبکه بی بی سی فارسی  انتشار یافت. 
«بگو به باران» دومین اثر از آلبوم «سودای من» است، که در تاریخ ۴ مارس ۲۰۱۹ (۱۳ اسفند ۱۳۹۷) منتشر شد. بگو به باران با شعری از شفیعی کدکنی، آواز محسن نامجو، و آهنگسازی احسان مطوری، کارگردانی ویدیویی سوگل ضامنی است، که با بازیِ پرهام علیزاده و صبا ضامنی انتشار یافت. تهیه‌کننده این آلبوم شرکت شید رکوردز (Sheed Records) است.
این آلبوم در تاریخ ۲۷ آوریل ۲۰۱۹ به صورت رسمی منتشر شد

## فهرست قطعات
1. شراب چشمان (شعر فریدون مشیری)
2. لحظه دیدار (شعر شفیعی کدکنی)
3. چه بگویم (شعر شفیعی کدکنی)
4. کلماتم را (شعر شفیعی کدکنی)
5. بگو به باران (شعر شفیعی کدکنی)
6. ای بوسه‌ات (شعر حسین منزوی)
7. دو دریا (شعر شفیعی کدکنی)
8. روایت ما (شعر حسین منزوی)
9. روایت تنهایی (شعر حسین منزوی)
10. هنگام (چهل سالگی) (شعر حسین منزوی)
11. سودای من (شعر حسین منزوی)

### نوازنده‌ها
- Mike Block
- کورش بابایی
- حمید بهروزی‌نیا
- رضا مقدس
- احسان مطوری
- همایون نصیری

### عوامل قطعه بگو به باران
- آهنگ: بگو به باران
- تنظیم: احسان مطوری و علی منتظری
- تهیه‌کننده: شید رکوردز
- مسترینگ: Andy Krehm و Silverbirch Mastering
- گرافیک: سوگل ضامنی
- اسپانسر: شید رکوردز